# Seta
Seta rf (på finska Seta ry) är en finsk människorättsorganisation för sexuella minoriteter och könsminoriteter. Föreningen grundades 1974. Tarja Halonen, senare republikens president, var ordförande 1980–1981. Seta fungerar som en riksomfattande takorganisation med över 40 medlemsföreningar och ett antal stödmedlemmar på olika håll i hela Finland.
Seta är medlemsorganisation i ILGA Europe, Transgender Europe, IGLYO och en stödjande medlem i EuroCentralAsian Lesbian Community. I Finland Seta är medlemsorganisation i Finlands social och hälsa rf, Ungdomssektorns takorganisation Allians och Befolkningsförbundet i Finland.

## Verksamhet
Seta är en människorättsorganisation som arbetar för regnbågsmänniskors rättigheter och välfärd. Setas målsättning är att alla ska kunna leva jämlika oavsett sin sexuella läggning, könsidentitet, könsuttryck eller könskaraktär. Seta främjar i sitt påverkande nationella HBTIQ-program, trygg skolgång, fastställande av juridiskt kön för alla (både minderåriga och icke-binära), intersexrättigheter, förebyggande av hatbrott och hatretorik, familjerättigheter för alla oavsett familjeform (bland annat faderskapslag, adoption, familjeförmåner vid barnets födsel), diskriminering i arbetslivet samt HBTIQ-personers situation i Finlands närområden och utomlands.
En av de viktigaste prioriteringarna i Setas arbete är att främja regnbågsungas rättigheter och välfärd. Under Seta fungerar Finlands Kompetenscentrum för könsmångfald (tidigare: Transstödcentrum) och ungdomshus Loiste (på nätet).
Seta delar ut en årlig utmärkelse "Asiallisen tiedon omena" till en person eller en organisation som har gjort en insats för Setas syfte eller har på något annat sätt befrämjat HBTQ-rättigheter i Finland och spridit saklig information om sexuella och könsminoriteter. Mottagare inkluderar bl.a. journalisten Heli Koskela (år 2006), författaren Sofi Oksanen (2009), företaget Finlayson (2015) och tidningen Lapin Kansa (2018). Som motsats till priset delar Seta också ut utmärkelsen Kunniarotta till sådana personer eller organisationer som har hållit upp skadande stereotypier eller på något annat sätt gjort det svårare för HBTQ-minoriteten. Mottagare av denna utmärkelse inkluderar bl.a. FRK blodtjänst (år 2003), optikeaffären Instrumentarium (2009) och Ramzan Kadyrov (2017).